# 유엔 대북 해상제재

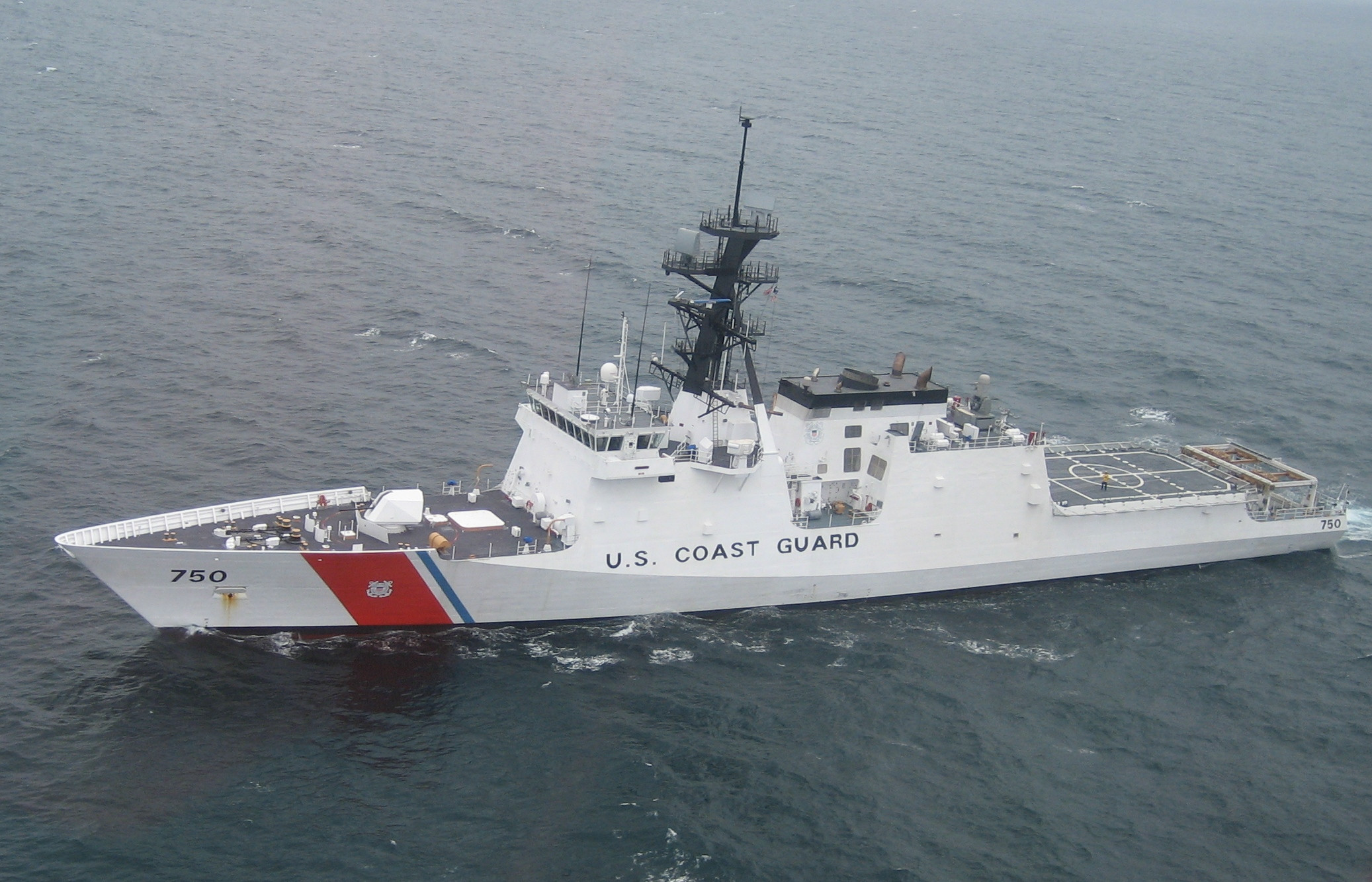
4500톤급 USCGC 버솔프 경비함

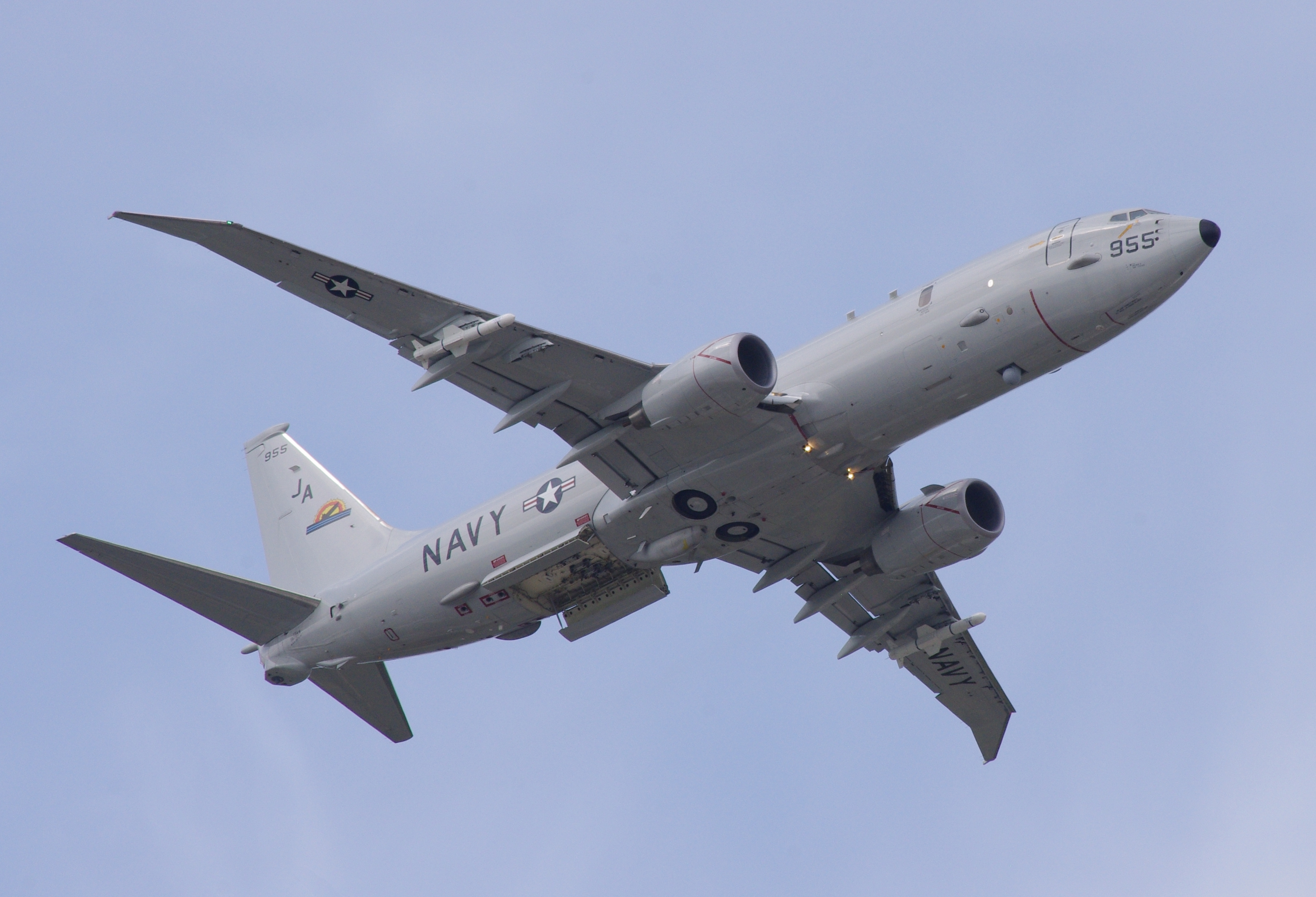
P-8 포세이돈 해상초계기

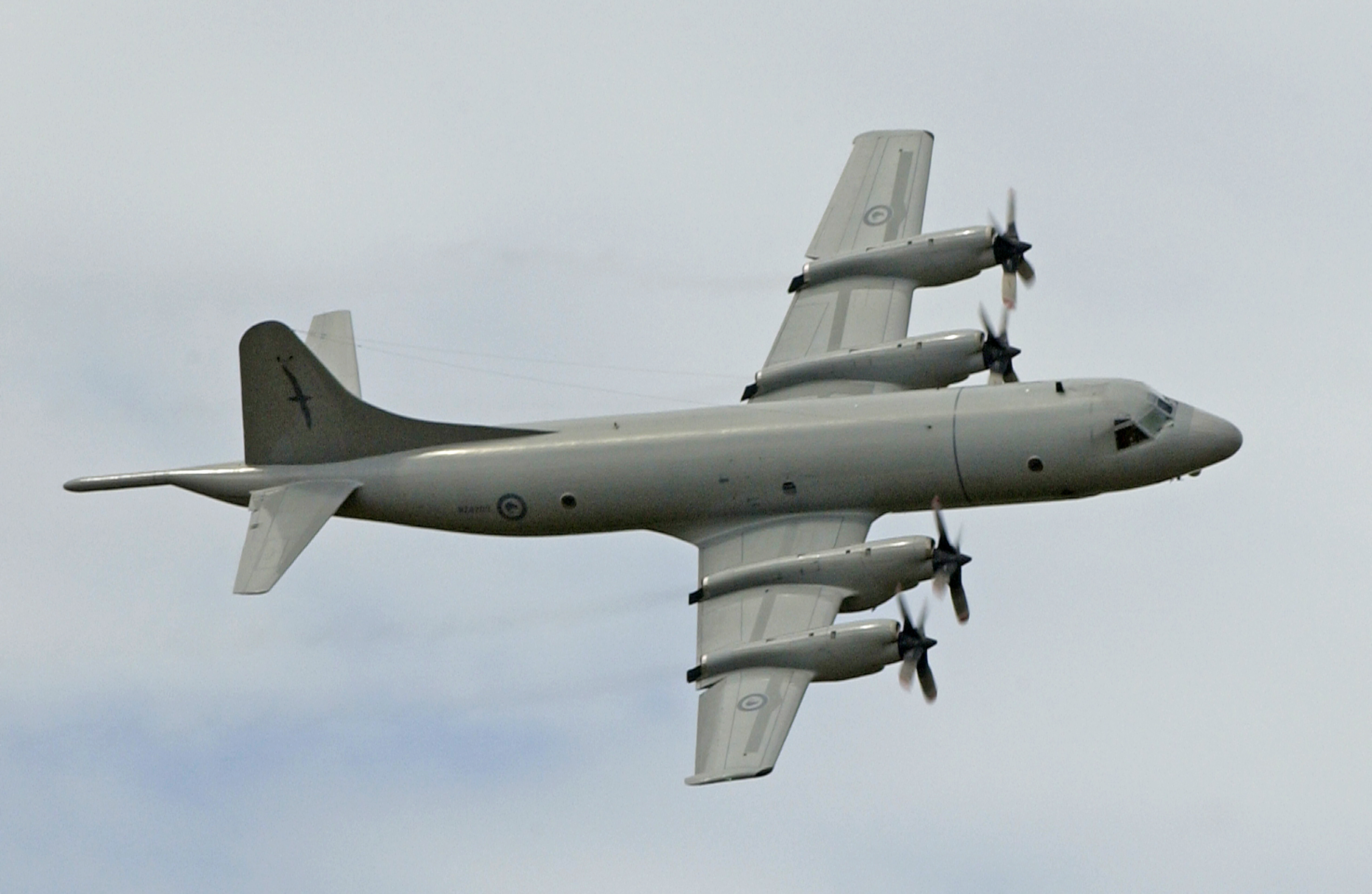
P-3K 오리온 해상초계기

유엔 대북 해상제재는 유엔 안보리가 금지한 북한과의 해상교역을 감시, 적발, 처벌하기 위해 유엔 회원국 해군이 북한 주변 공해를 감시하는 것을 말한다.

## 역사

### 북한의 제6차 핵실험 감행
1990년대 말 및 2000년대 초부터 핵개발을 지속적으로 해왔던 북한은 2017년 9월 3일, 북한이 제6차 핵실험을 진행하였다. 이러한 북핵 실험에 대하여 남한을 비롯한 주변국들은 깊은 우려를 표했으며, 핵실험 중단을 촉구하였다. 

### 유엔안보리 결의 제2375호
이러한 북핵 개발에 대해 유엔 안보리는 조치를 취하게 되었으며, 2017년 9월 11일, 유엔 안전 보장 이사회 결의 제2375호가 6차 핵실험에 대한 처벌에 대한 결의로 채택되었으며, 북한 선박이 공해 상에서 물건을 주고받는 환적(換積) 행위를 금지하게 되었다.

### 유엔안보리 결의 제2379호
2017년 11월 29일, 북한은 유엔안보리 제2375호 결의를 비웃듯, 다시 국제법을 위반하고 대륙간탄도미사일인 화성 15호를 시험 발사했다. 2017년 12월 22일, 북한의 화성 15호 미사일 시험 발사에 대한 처벌로서, 유엔 안전 보장 이사회 결의 제2397호는 북한의 불법 해상 교역을 차단하기 위해, 유엔이 금지한 행위를 한 의심 선박에 대해 나포, 검색, 억류를 의무화하도록 제재를 강화했다. 북한의 핵 개발 및 미사일 개발이라는 국제법 위반 행위에 대한 유엔 안보리 처벌 결의는 2397호가 마지막이다.

## 환적 실태
유엔 안전 보장 이사회 결의 제2397호는 연간 대북 정유제품 수입 한도를 50만 배럴로 정했다. 50만 배럴은 휘발유의 경우 약 5만9000t, 경유는 약 6만6500t 분량이다.
2019년 3월 21일, 미국 재무부와 미국 국무부는 대북 제재 주의보를 발표했다. 2018년 북한 항구에 최소 263척의 유조선이 불법 해상 환적을 통해 얻은 정제유를 수입했는데, 이 유조선들이 탱크를 가득 채워 왔을 경우 북한은 378만 배럴(약 44만 t)의 정제유를 수입했다고 추정했다. 유엔 안보리가 규정한 연간 수입 허용량인 휘발유 6만톤의 7배 분량이다.
중국과 불법 환적은 주로 남포항 인근에서, 러시아와 불법 환적은 주로 나진항 인근에서 이뤄지고 있다.
바다에서 불법 환적 말고도, 북한과 육로로 연결된 러시아 도시는 하산 (프리모르스키 지방)이다. 북한의 함경북도 및 라선특별시와 가까운 지역이기도 하다. 최근 러시아 하산 시에 최근 한국 STX (기업)가 대규모 LPG 가스 탱크를 세웠다. 북한은 요즘 나무를 쓰지 않고 러시아산 LPG 가스를 사용해 가정에서 요리를 한다고 보도되었다. 이러한 상황을 잘 설명하듯이 러시아에서 대규모로 LPG 가스가 북한으로 수입되고 있다고 한다. 유엔 안보리가 정한 정유 제품 수입 한도 50만 배럴에는 휘발유, 경유, LPG 가스가 포함된다. 하산 (프리모르스키 지방) 참조.
유엔안보리 결의안이 통과된 이후, 문재인 정부 시절 한국의 소극적인 참여가 언급되기도 하였다. 그러나 북한 비핵화가 가시화되지 않음에 따라, 한국 또한 적극적으로 해상제재에 참여하고 있다. 특히 한국은 독자적 제재와 더불어, 영국, 한미일, 합동순찰 훈련을 실행하여 기여하고 있다.
일본은 미국과 적극 협력해 사세보항과 오키나와 가데나 공군 기지를 7개국의 허브기지로 제공하면서 불법 환적 단속을 주도하고 있다. 사세보 해군 기지와 가데나 기지는 한국에 본부가 있는 유엔군 사령부의 후방기지이기도 하다. 
그 외에도 위성 사진과 선박 위치 정보 제공 사이트 마린트래픽을 통해서 북한에 불법 환적하는 선박들이 밝혀지고 있다. 한국과 같이 대북 해상제재에 참가하는 국가들은 독자 대북 해상제재를 통해서 북한의 불법 환적 시도를 차단하고 있다.

## 밴쿠버 그룹

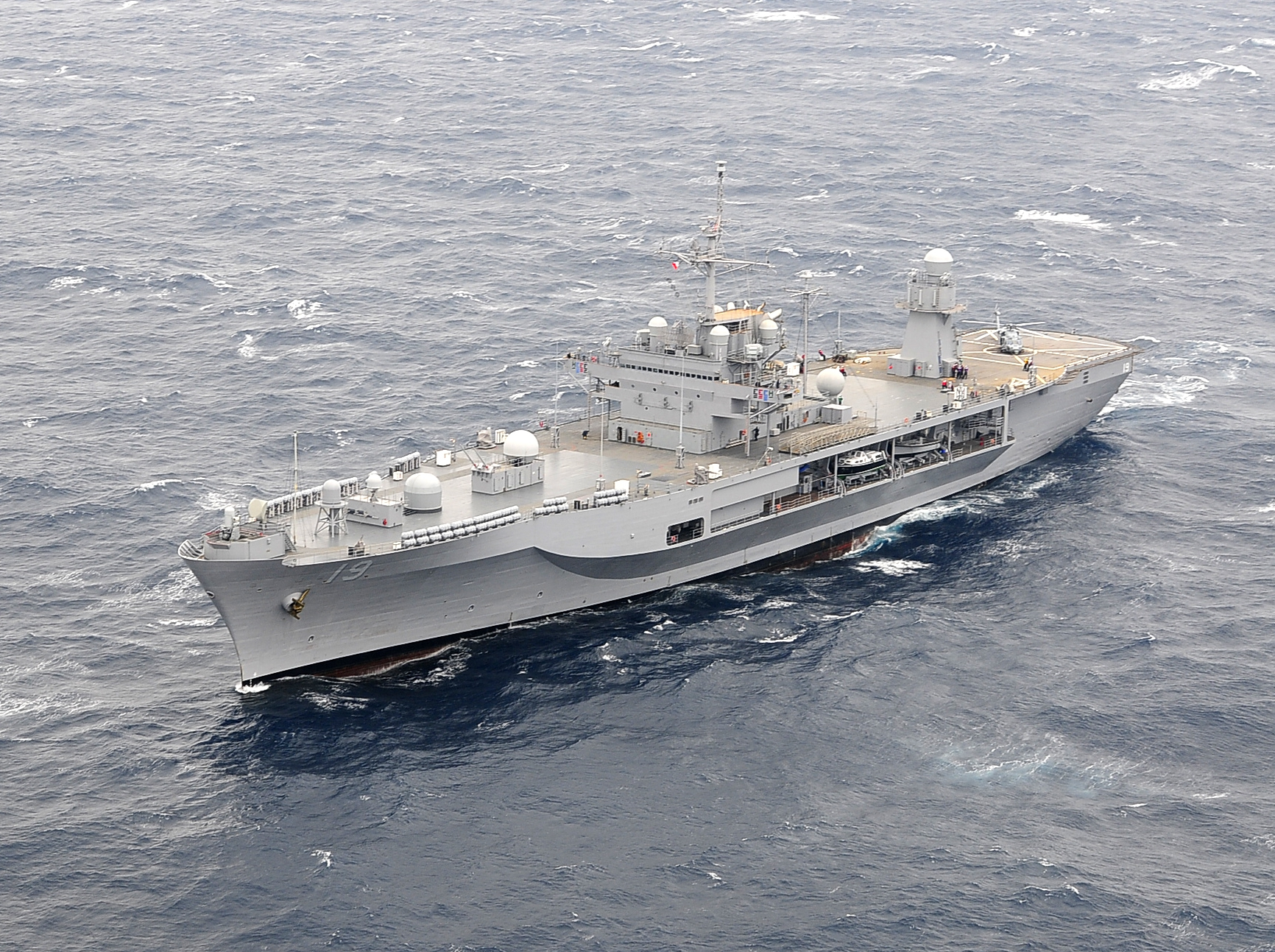
USS 블루리지 (LCC-19) 지휘함

2018년 1월 16일. 캐나다 밴쿠버에서 한국전쟁 참전 16개국과 한국, 일본을 비롯한 모두 20개국 외교 수장들이 모였다. 미국과 캐나다가 주축인 20개국을 일명 밴쿠버 그룹이라고 불렀다. 이들 중 현재 한국, 미국, 일본, 호주, 뉴질랜드, 영국, 프랑스, 캐나다 등 7개 나라가 초계기와 호위함 등을 파견해 북한 선박의 불법 환적을 감시하고 있다.
2018년 4월, 호주 해군은 대북 해상제재를 위해 P-8 포세이돈 1대를 일본에 전개했다. 2018년 9월, 호주 해군 AP-3C 오리온 2대를 일본에 전개했다. 2018년 11월 30일, 호주 해군 P-8 포세이돈 1대를 일본에 전개했다. 대북 해상 제재에서 활동 중인 미국 해군의 USS 블루리지 (LCC-19) 지휘함은 일본 요코스카에 영구 배치된 미국 제7함대의 기함이다. 유엔 대북 해상제재를 위해 참여국가들의 함정, 초계기들과 통신 등 긴밀한 연락 및 감시체제를 조율해왔다. 프랑스와 캐나다 또한 초계기와 호위함을 파견하여 대북 해상 제재를 실행하고 있다.

## 단속 실적
2017년 10월, 미국은 동중국해에서 북한의 불법 해상 환적 감시를 시작했다. 2018년 말까지, 미국은 30차례 불법 환적을 중단시켰다. 2018년 7월, 미국은 유엔 안전 보장 이사회 대북제재위원회에 보낸 문서에서 "북한이 2018년 1월부터 5월까지 총 89차례에 걸쳐 해상에서 환적을 통해 정제유를 불법 취득했다"고 밝혔다.
2018년 1월 20일, 일본 P-3C 오리온 해상초계기가 중국 상하이 앞바다에서 도미니카 공화국 선적 유조선과 북한의 선적 유조선이 나란히 접근하여 환적하는 장면을 포착했다. 북한 선박은 2017년 12월 신규 유엔 안보리 제재 대상에 오른 선박이지만 선박 명을 위장하고 있었다.
2018년 10월, 중국 공군 전투기가 북한 환적을 감시하던 캐나다 CP-140 오로라 해상초계기에 근접 위협비행했다. 북한 주변 공해 상공을 날던 CP-140기에 접근해 비행을 방해했으며, 중국 조종사는 무선교신으로 "부적절한 발언"을 하기도 했다.
2019년 3월 20일, 대만해협 북쪽에서 한국선박이 중국선박으로 석유를 환적하고, 다시 중국선박이 북한선박으로 환적하는 것을 일본 초계기가 고해상도 사진 촬영했다. 2024년 4월 3일, 한국 해경은 북한에 환적한 것으로 의심되는 무국적 선박을 남해에서 억류하였다.
2021년 5월 10일, 한국 해경은 북한에 환적한 것으로 의심되는 몽골 국적 선박을 부산항에 억류시켰다.

## 참여국 및 참여국의 장비
- USS 블루리지 (LCC-19) 지휘함,  미국, 배수량 19,609 톤, 전체 참여국 지휘
- USS 밀리우스 이지스 구축함, en:USS Milius,  미국, 배수량 9000톤, 사세보 해군 기지
- USCGC 버솔프 경비함,  미국, 배수량 4500톤
- P-8 포세이돈 해상초계기,  미국, 가데나 공군기지
- 방데미에르 호위함, en:French frigate Vendémiaire,  프랑스, 만재배수량 2950톤, 사세보 해군 기지
- 다소 팰컨 200 해상초계기,  프랑스, 가데나 공군기지, 항속거리가 4,000 km, 동해, 동중국해 감시
- HMS 알비온 (L14) 상륙함,  영국, 배수량 19,560톤, 사세보 해군 기지
- HMS 몬트로스 호위함, en:HMS Montrose (F236),  영국, 배수량 4900톤, 사세보 해군 기지
- HMS 서덜랜드 호위함, en:HMS Sutherland (F81),  영국, 배수량 4900톤, 사세보 해군 기지
- HMS 아르길 호위함, en:HMS Argyll (F231),  영국, 배수량 4900톤, 사세보 해군 기지
- HMS 멜버른 호위함, en:HMAS Melbourne (FFG 05),  오스트레일리아, 배수량 4100톤, 사세보 해군 기지
- P-8 포세이돈 해상초계기,  오스트레일리아, 가데나 공군기지
- AP-3C 오리온 해상초계기,  오스트레일리아, 가데나 공군기지
- P-3K2 오리온 해상초계기,  뉴질랜드, 가데나 공군기지
- 록히드 CP-140 오로라 해상초계기,  캐나다, 가데나 공군기지
- 가와사키 P-1 해상초계기,  일본, 아츠기 해군 비행장
- P-3C 오리온 해상초계기,  일본
- P-3C 오리온 해상초계기,  대한민국, 포항공항
- 인천급 호위함 호위함,  대한민국

## 같이 보기
- 조선민주주의인민공화국산 석탄 대한민국 반입 사건
- 유엔 안전 보장 이사회 대북제재위원회